# 永吉专区
永吉专区，中华人民共和国吉林省已撤销的专区，在今吉林省中部。
1966年由吉林市析置，专员公署驻吉林市。辖永吉、舒兰、磐石、蛟河、桦甸5县。1968年，撤销永吉专区，改置永吉地区。